# جرمی کوربین
جرمی برنارد کوربین (انگلیسی: Jeremy Corbyn؛ زاده ۲۶ مهٔ ۱۹۴۹) سیاست‌مدار اهل کشور بریتانیا است که از سال ۱۹۸۳ تاکنون، به عنوان نماینده حوزه انتخابیه ایزلینگتون شمالی (واقع در لندن) در پارلمان بریتانیا حضور داشته‌است. وی از ۱۲ سپتامبر ۲۰۱۵ رهبری حزب کارگر و رهبر اپوزیسیون بریتانیا را بر عهده گرفته‌است. در تاریخ ۳ آوریل جرمی کوربین از رهبری حزب کارگر بریتانیا کناره‌گیری کرد و کر استارمر با رای اعضای حزب و اتحادیه‌های کارگری و هواداران حزبی به عنوان رهبر جدید حزب کارگر انتخاب شد.

## زندگی

### خانواده
کوربین در چیپنهام ویلتشر متولد شد. پدرش «دیوید» مهندس برق و مادرش «نائومی» معلم ریاضی بود. پدر و مادرش از فعالان صلح بودند و در طول جنگ داخلی اسپانیا با یکدیگر آشنا شده بودند. در هفت سالگی به همراه خانواده به شروپ‌شر نقل مکان کرد و در نیوپورت، شروپ‌شر به مدرسه رفت.

### فعالیت خیریه
وی پس از پایان تحصیل در مدرسه گرامر آدامز دو سال به جامائیکا رفت و در آن جا برای یک سازمان خیریه بین‌المللی کار کرد که از دید خود تجربه با ارزشی بوده‌است.

### فعالیت کارگری
او پس از حدود دو سال اقامت در کشور جامائیکا، به بریتانیا بازگشت و وارد فعالیت‌های اتحادیه‌های کارگری شد. او نمایندگی چند اتحادیه کارگری را بر عهده گرفت. او همچنین عضو و کارمند اتحادیه ملی کارکنان بخش عمومی و اتحادیه ملی خیاطان و صنف پوشاک شد.

### دانشگاه
او پس از یک سال تحصیل در دانشگاه پورتسموث، به خاطر مشاجراتی با استادان خود بر سر برنامه‌های درسی، دانشگاه را رها کرد.

## ورود به سیاست

### شورای منطقه‌ای
در ۱۹۷۴ با موفقیت در انتخابات محلی، به عضویت شورای منطقه هرینگی لندن درآمد و مدتی بعد دبیر حزب کارگر در حوزه انتخابیه هورنزی شد و تا ۱۹۸۳ که به نمایندگی پارلمان انتخاب شد، فعالیت در هر دو منصب را ادامه داد.

### ورود به حزب کارگر
کوربین تا پیش از ۲۰۱۵، یک نماینده معمولی پارلمان بود که در ردیف اول (جایگاه وزرای کابینه یا وزرای دولت در سایه) نمی‌نشست و به کنشگری و تمرد از ناظم حزب شناخته می‌شد.

### رهبری حزب کارگر
بحران مالی ۲۰۰۸–۲۰۰۷ و پیامدهای آن مانند کاهش بودجه‌های رفاهی و خدماتی و آموزشی، باعث احیای عقاید چپ و ظهور کوربین در سیاست بریتانیا شد.
پس از شکست حزب کارگر در انتخابات مجلس عوام بریتانیا در سال ۲۰۱۵ و استعفای اد میلیبند، کوربین خود را برای رهبری حزب کارگر، نامزد کرد. او در ابتدا فقط توانست موافقت ۳۵ هم‌حزبی‌اش را برای قرار گرفتن نامش در برگه‌های رأی جلب کند. وی که در ابتدا به عنوان یک نامزد حاشیه‌ای تصور می‌شد، در نظرسنجی‌های مردمی به عنوان پیشتاز رقابت‌ها مطرح شد و توانست حمایت اکثر اتحادیه‌های کارگری وابسته به حزب را جلب کند. وی در سپتامبر ۲۰۱۵ با کسب ۵۹٫۵ درصد از آراء به عنوان رهبر حزب کارگر انتخاب شد. برگزیده شدن او از سوی مردم، نشانگر بازگشت سیاست‌های جناح چپ به حزب کارگر بود. سیاست‌هایی که در دوران تونی بلر به دست فراموشی سپرده شده‌بود.
بلافاصله پس از برگزاری همه‌پرسی عضویت بریتانیا در اتحادیه اروپا در ژوئن ۲۰۱۶ و رأی موافق اکثر مردم انگلستان به خروج بریتانیا از اتحادیه اروپا، تقریباً دو سوم از وزرای کابینه دولت در سایه، استعفا کردند و از کوربین خواستند تا از رهبری حزب کارگر کناره‌گیری کند. نمایندگان حزب کارگر در پارلمان بریتانیا نیز با برگزاری یک رأی‌گیری، با ۱۷۲ رأی موافق در مقابل ۴۰ رأی مخالف، به کوربین فشار آوردند تا از رهبری حزب کنار برود. اما کوربین مقاومت کرد و مقاومتش سبب شد تا تنش‌های ناشی از برگزیت که فضای درونی حزب کارگر را ملتهب کرده‌بود، مهار شود. پس از کاسته‌شدن از این تنش‌ها، کوربین توانست در سپتامبر ۲۰۱۶ با کسب آرای بیشتری (۶۱٫۸ درصد) مجدداً به عنوان رهبر حزب کارگر انتخاب شود.
پس از پیشنهاد ترزا می در آوریل ۲۰۱۷ میلادی، برای برگزاری انتخابات سراسری زود هنگام، کوربین از تصمیم ترزا می استقبال کرد و از نمایندگان هم‌حزبی‌اش نیز خواست تا به پیشنهاد ترزا می رأی موافق بدهند. او در انتخابات سراسری زود هنگام نیز رهبری حزب کارگر را بر عهده گرفت و توانست حزبش را به موفقیت چشم‌گیری در تصاحب کرسی‌های پارلمان نائل کند.

## برنامه‌های حزبی
- فهرست برنامه‌های او شامل موارد زیر می‌شوند:
- افزایش مالیات طبقه ثروتمند[۵]
- افزایش مالکیت ملی و ملی‌سازی راه‌آهن و برخی خدمات دیگر[۷][۸]
- محدود کردن بخش خصوصی از خدمات بهداشت و درمان[۵]
- تحصیلات رایگان[۵]
- مخالفت با سیاست ریاضت اقتصادی[۵][۸]

## دیدگاه و خط مشی

### سوسیالیسم
کوربین از دوران جوانی به مبانی سوسیالیسم معتقد بوده‌است.

### حزب کارگر
او چندین بار برخلاف موضع رسمی حزب خود رأی داده و همواره جزو معترضین داخلی حزب کارگر محسوب می‌شد. یک مورد، زمانی بود که حزب کارگر تحت رهبری تونی بلر و گوردون براون کابینه را در اختیار داشتند. کوربین پیش از بر عهده گرفتن رهبری حزب کارگر، رئیس ائتلاف جنگ را متوقف کنید و همچنین عضو گروه کارزار سوسیالیست (بخش چپ‌گرای حزب کارگر) بود.
علاوه بر این موارد، وی مخالف حمله به عراق در سال ۲۰۰۳ میلادی بود. او می‌گوید که هنوز دیدگاهش در این مورد تغییری نکرده و حزب کارگر باید به خاطر حمایت از حمله به عراق عذرخواهی کند.

### مسایل داخلی

#### جمهوری‌خواهی
وی جمهوری شدن بریتانیا را ترجیح می‌دهد، ولی گفته با توجه به محبوبیت خانواده سلطنتی بریتانیا «این نبردی نیست که او بخواهد بجنگد.»

#### ازدواج همجنسگرایان
جرمی کوربین با انتشار بیانیه‌ای در وبسایت رسمی خود از ازدواج همجنس‌گرایان حمایت کرده‌است.

#### اقتصاد
کوربین بانک‌ها را مسئول اصلی بحران مالی ۲۰۰۸–۲۰۰۷ می‌داند.

### سیاست خارجی

#### ضد جنگ
او از فعالان دیرپای ضد جنگ و ضد جنگ‌افزار هسته‌ای است و از یک سیاست خارجی مبتنی بر عدم مداخله و خلع یک‌جانبه سلاح‌های هسته‌ای طرفداری می‌کند.
کوربین معتقد است بریتانیا نباید وارد «جنگ‌های غیرقانونی» شود و سربازان بریتانیایی هرگز نباید برای جنگیدن به خارج از این کشور فرستاده شوند. او مخالف جنگ عراق است. وی حملات تروریستی در بریتانیا را با جنگ‌هایی که بریتانیا در آن‌ها شرکت داشته یا از آن‌ها حمایت کرده، مرتبط می‌داند.

#### اسرائیل
کوربین منتقد سرسخت اسرائیل است. در جنگ غزه فعالیت‌های زیادی در کمپین‌های حمایت از مردم غزه و ضدجنگ داشت. او همچنین همواره از مذاکرات صلح با حضور گروه‌هایی از جمله حماس و حزب‌الله لبنان برای پایان دادن به ستیز عرب‌ها و اسرائیل حمایت کرده‌است. او عضو کمپین همبستگی با فلسطین است و علیه «آپارتاید در اسرائیل» فعالیت می‌کند. یکی از انتقاداتی که به او می‌شود این است که از حزب‌الله لبنان و حماس حمایت کرده‌است. کوربین همچنین در چندین ائتلاف و گروه از جمله کمپین حمایت از فلسطینیان فعالیت دارد. وی همچنین معتقد است پس از توافق هسته‌ای با ایران نوبت خلع سلاح هسته‌ای اسرائیل است.
وی با سیاست‌های توسعه‌طلبانه اسرائیل به شدت مخالف است و این مخالفت را در قالب حمایت از حماس و حزب‌الله نشان داده‌است.

#### ایران
وی مخالف رویارویی نظامی با ایران و طرفدار برنامه جامع اقدام مشترک است. او اعتقاد دارد برای تأمین امنیت خاورمیانه باید با حزب‌الله لبنان، حماس و ایران گفتگو کرد. این دیدگاه یکی از مواردی است که باعث شده تا مخالفانش به او حمله کنند و او را حامی تندروها بدانند.
جرمی کوربین پیش‌تر با پرس تی‌وی, شبکه خبری انگلیسی زبان جمهوری اسلامی ایران در لندن به عنوان مجری و کارشناس همکاری داشته‌است. جرمی کوربین برای حضور در این برنامه‌های، ۲۰ هزار پوند (۲۷ هزار دلار) پول گرفته‌است.  بیزنس اینسایدر، آنطور که ثبت درآمدهای کوربین نشان می‌دهد، او رقم فوق را برای پنج بار حضور در این تلویزیون بین سال‌های ۲۰۰۹ تا ۲۰۱۲ دریافت کرده‌است. آخرین حضور کوربین در پرس تی وی شش ماه پس از آن بود که مجوز این شبکه خبری توسط آفکام –نهاد دولت بریتانیا برای نظارت بر اجرای قوانین در تلویزیون‌های فعال در این کشور به دنبال پرونده حقوقی و شکایت مازیار بهاری روزنامه‌نگار ایرانی از آن، محکوم و در بریتانیا ممنوع شد- باطل شد. دلیل این حکم پخش اعترافات اجباری مازیار بهاری خبرنگار نشریه نیوزویک در زمان بازداشتش در ایران بود.

#### اتحادیه اروپا
او همچنین معتقد به ماندن بریتانیا در اتحادیه اروپا است.

#### ونزوئلا
کوربین که از حامیان کمپین همبستگی ونزوئلاست در پی مرگ هوگو چاوز رئیس‌جمهور سوسیالیست ونزوئلا گفت «او خدمات عظیمی به ونزوئلا و همه جان کرده‌است.» کوربین همچنین در سال ۲۰۱۴ از جانشین چاوز، رئیس‌جمهور نیکلاس مادورو حمایت کرد و ریاست جمهوری او را تبریک گفت. در پی انتخابات ۲۰۱۷ مجلس مؤسسان ونزوئلا که از سوی بیش از ۴۰ کشور محکوم شد و به رسمیت شناخته نشد، فشارها بر کوربین برای محکومیت انتخابات مادورو افزایش یافت.

## زندگی شخصی
او گیاه‌خوار است. الکل نمی‌نوشد. معمولاً بدون کراوات و با کیفی روی شانه با دوچرخه و اتوبوس به مجلس بریتانیا می‌رود. خودروی شخصی ندارد و در خانه‌ای معمولی در محله‌ای معمولی زندگی می‌کند. هر سال پس از اعلام هزینه‌های نمایندگان پارلمان، وی از جمله کم هزینه‌ترین نمایندگان است.
کوربین سه بار ازدواج کرده و سه پسر دارد.